# يو نو
نو المعروف باسم يو نو وأيضًا بالاسم الشرفي ثاكين نو (25 مايو 1907 - 14 فبراير 1995)، هو رجل دولة بورمي بارز وسياسي قومي. وهو أول رئيس وزراء لبورما بموجب أحكام دستور اتحاد بورما لعام 1947، تولى رئاسة الوزراء 3 مرات من 4 يناير 1948 إلى 12 يونيو 1956، ومرة أخرى من 28 فبراير 1957 إلى 28 أكتوبر 1958، وأخيرًا من 4 أبريل 1960 إلى 2 مارس 1962. .

## حياته
ولد نو لأبوين هما (يو سان تون) و(داو سو خين) من واكيما، منطقة مياونغميا، بورما البريطانية. التحق بمدرسة ميوما الثانوية في يانغون، وحصل على بكالوريوس من جامعة رانغون عام 1929. في عام 1935 تزوج من ميا يي أثناء دراسته للحصول على بكالوريوس في القانون.

## روابط خارجية
- يو نو على موقع الموسوعة البريطانية (الإنجليزية)
- يو نو على موقع مونزينجر (الألمانية)